# László Sáry
László Sáry (ur. 1 stycznia 1940 w Győrze) – węgierski kompozytor i pianista. 

## Życiorys
László Sáry urodził się w miejscowości Győr w północno-wschodniej części Węgier jako syn pracownika kolejowego. W roku 1966 ukończył studia na Akademii Muzycznej im. Ferenca Liszta w Budapeszcie. W 1970 wraz z takimi twórcami jak László Vidovszky, Zoltán Jeney, Péter Eötvös i Albert Simon założył New Music Studio, centrum węgierskiej awangardy lat siedemdziesiątych i osiemdziesiątych. W 1972 podczas pobytu w Darmstadt poznał poglądy i twórczość Christiana Wolffa. Spowodowało to odejście László Sáry'ego od europejskiej tradycji muzycznej i skłoniło go do poszukiwania odmiennych form kompozycji. W połowie lat siedemdziesiątych opracował własną metodę kompozycji nazwaną Kreatív Zenei Gyakorlatok. Kompozytor wykładał swoją teorię w szkołach muzycznych i na Budapest Academy of Dramatic Art. Jego praca przyniosła mu uznanie które zaowocowało wieloma wykładami dotyczącymi jego metod pracy w Japonii, Francji, Włoszech, Belgii, Estonii. Kontynuując karierę został dyrektorem muzycznym w Teatrze Józefa Katona a w roku 1990 dyrektorem Uniwersytetu Sztuk Teatralnych i Filmowych w Budapeszcie. Od 1994 uczestniczy w projekcie MUSE. W 1996 roku spędził trzy miesiące na stypendium w Tokio, gdzie studiował japońską muzykę tradycyjną. Skomponował ponad osiemdziesiąt utworów, w tym trzy opery.

## Dyskografia
- 1978 Mai magyar cimbalomművek (Hungaroton)
- 1979 Mai magyar művek cimbalomra (Hungaroton)
- 1987 Amadinda (Hungaroton)
- 1995 Hommage (Magyar Rádió)
- 1996 Sáry László: Az idő szava; Az ismétlődő ötös; stb. (Hungaroton)
- 1997 Kortárs magyar zene fagottra és zongorára (Hungaroton)
- 1997 Magyar hangtájak I. (HEAR Studio-Hung. Rad.)
- 1998 Kortárs liturgikus magyar zene (Hungaroton)
- 1998 Sáry László: Lokomotív Szimfónia (BMC Records)
- 2001 Psy: A cimbalom varázsa (Hungaroton)
- 2001 Vékony Ildikó: Szálkák (BMC Records)
- 2002 Dervistánc (BMC Records)
- 2002 Kurtág, Szőllősy, Sáry, Serei, Sári, Gyöngyössy (BMC Records)
- 2003 Sáry László: Tánczene (BMC Records)
- 2003 Trio Lignum: Offertorium (BMC Records)
- 2004 Music Colours - Hungarian Contemporary Music (1989-2004) (BMC HMIC)
- 2004 Sáry László: Ütőhangszeres kompozíciók (Hungaroton)
- 2005 A 70-es évek kortárs magyar szerzőinek közös művei (BMC Records)

## Nagrody
- 1979 – Kassák
- 1986 – Erkel
- 1993 – Bartók-Pásztory